# Hollywood Potato Chip
Hollywood Potato Chip è il decimo album in studio del gruppo punk statunitense The Vandals, pubblicato il 29 giugno 2004 da Kung Fu Records. La prima copertina dell'album parodiava il logo di Variety, che per questo motivo querelò la band accusandola di violazione del copyright. La copertina fu cambiata e tutte le ristampe successive presentano una copertina modificata rispetto all'originale.

## Tracce
- Tutte le tracce scritte da Warren Fitzgerald tranne dove indicato.

1. How They Getcha - 2:07
2. Don't Stop Me Now (Freddie Mercury) - 2:51
3. My Neck, My Back - 2:06
4. Be a Good Robot - 2:25
5. Manimal - 2:48
6. My Special Moment - 2:33
7. Designed by Satan (Fitzgerald/Escalante) - 2:32
8. Atrocity (Fitzgerald/Quackenbush) - 2:43
9. Dig a Hole - 1:57
10. Don't Make Me Get My Fat, Lazy Ass Off This Couch - 2:33
11. I Guess I'll Take You Back - 2:32
12. Christian or Canadian (Fitzgerald/Escalante) - 2:27
13. I am Crushed - 3:49

## Crediti[4]
- Dave Quackenbush - voce
- Warren Fitzgerald - chitarra, voce d'accompagnamento, produttore, produzione audio
- Joe Escalante - basso, voce d'accompagnamento
- Josh Freese - batteria, cembali
- Kevin Augunas - ingegneria del suono
- Greg Koller - ingegneria del suono
- Jon Saint James - ingegneria del suono
- Jerry Finn - missaggio, ingegneria del suono
- Jason Grossman - assistente all'ingegneria del suono
- Jeremy Mackenzie - assistente all'ingegneria del suono
- Seth Waldman - assistente all'ingegneria del suono
- Lisa Johnson - fotografia